# Francis Moustapha
Francis Ndjali Moustapha (ur. 3 maja 1996 w Bużumburze) – burundyjski piłkarz grający na pozycji ofensywnego pomocnika. Od 2022 gra w klubie Zanaco FC.

## Kariera klubowa
Swoją karierę piłkarską Moustapha rozpoczął w klubie Muzinga FC. W 2014 roku zadebiutował w jego barwach w burundyjskiej pierwszej lidze. W latach 2016–2018 grał w rwandyjskim SC Kiyovu Sport, a w latach 2018-2019 w kenijskim Gor Mahia. W sezonach 2018 i 2018/2019 wywalczył z nim dwa mistrzostwa Kenii. W sezonie 2019/2020 był piłkarzem rwandyjskiego Bugesera FC, w sezonie 2020/2021 - kongijskiego AS Simba, a w sezonie 2021/2022 - tanzańskiego Coastal Union FC. W 2022 przeszedł do zambijskiego Zanaco FC.

## Kariera reprezentacyjna
W reprezentacji Burundi Moustapha zadebiutował 17 października 2015 roku w wygranym 2:0 meczu Mistrzostw Narodów Afryki 2016 z Etiopią, rozegranym w Bużumburze. W 2019 roku został powołany do kadry do na Puchar Narodów Afryki 2019. Rozegrał w nim dwa mecze grupowe: z Nigerią (0:1) i z Gwineą (0:2).